# Promozione Campania-Molise 1981-1982
Nella stagione 1981-1982 la Promozione era sesto livello del calcio italiano (il massimo livello regionale). Qui vi sono le statistiche relative al campionato in Campania e in Molise.
Il campionato è strutturato in vari gironi all'italiana su base regionale, gestiti dai Comitati Regionali di competenza. Promozioni alla categoria superiore e retrocessioni in quella inferiore non erano sempre omogenee; erano quantificate all'inizio del campionato dal Comitato Regionale secondo le direttive stabilite dalla Lega Nazionale Dilettanti, ma flessibili, in relazione al numero delle società retrocesse dal Campionato Interregionale e perciò, a seconda delle varie situazioni regionali, la fine del campionato poteva avere degli spareggi sia di promozione che di retrocessione.

## Girone A
1. 1.     1. Promozione Campania-Molise 1981-1982 - Wikipedia</title>###

### Squadre partecipanti
| Club                   | Città (provincia)        | Stadio | Stagione precedente |
| ---------------------- | ------------------------ | ------ | ------------------- |
| U.S. Atellano-Succivo  | Succivo (CE)             |        |                     |
| U.S. Bojano            | Bojano (CB)              |        |                     |
| G.S. Casalucese        | Casaluce (CE)            |        |                     |
| A.S. Cellole           | Cellole (CE)             |        |                     |
| U.S. Maddalonese       | Maddaloni (CE)           |        |                     |
| A.C. Mugnano           | Mugnano di Napoli (NA)   |        |                     |
| Pol. Pesco Sannita     | Pesco Sannita (BN)       |        |                     |
| A.S. Portico           | Portico di Caserta (CE)  |        |                     |
| Soc. Rifo Sud S.r.l.   | Marcianise (CE)          |        |                     |
| U.S. Ruggmasc Arzano   | Arzano (NA)              |        |                     |
| Pol. Sant'Agata        | Sant'Agata de' Goti (BN) |        |                     |
| S.S.C. Santantimese    | Sant'Antimo (NA)         |        |                     |
| Sporting Club Aversa   | Aversa (CE)              |        |                     |
| Sporting Club Marano   | Marano di Napoli (NA)    |        |                     |
| S.S. Torrecuso Riviera | Torrecuso (BN)           |        |                     |
| A.S. Villaricca        | Villaricca (NA)          |        |                     |

### Classifica finale
|  | Pos. | Squadra              | Pt | G  | V  | N  | P  | GF | GS | DR  |
|  | ---- | -------------------- | -- | -- | -- | -- | -- | -- | -- | --- |
|  | 1.   | Rifo Sud             | 54 | 30 | 24 | 6  | 0  | 54 | 9  | +45 |
|  | 2.   | Santantimese         | 40 | 30 | 13 | 14 | 3  | 50 | 25 | +25 |
|  | 3.   | Casalucese           | 39 | 30 | 13 | 13 | 4  | 38 | 22 | +16 |
|  | 4.   | Portico              | 35 | 30 | 11 | 13 | 6  | 28 | 21 | +7  |
|  | 5.   | Torrecuso Riviera    | 33 | 30 | 12 | 9  | 9  | 52 | 41 | +11 |
|  | 6.   | Sporting Club Aversa | 32 | 30 | 12 | 8  | 10 | 42 | 33 | +9  |
|  | 7.   | Atellano-Succivo     | 31 | 30 | 10 | 11 | 9  | 36 | 24 | +12 |
|  | 8.   | Maddalonese          | 31 | 30 | 11 | 9  | 10 | 38 | 31 | +7  |
|  | 9.   | Cellole              | 28 | 30 | 9  | 10 | 11 | 34 | 46 | -12 |
|  | 10.  | Mugnano              | 27 | 30 | 6  | 15 | 9  | 23 | 27 | -4  |
|  | 11.  | Sant'Agata           | 25 | 30 | 10 | 5  | 15 | 27 | 47 | -20 |
|  | 12.  | Bojano               | 24 | 30 | 6  | 12 | 12 | 28 | 33 | -5  |
|  | 13.  | Sporting Club Marano | 24 | 30 | 7  | 10 | 13 | 22 | 32 | -10 |
|  | 14.  | Villaricca           | 24 | 30 | 8  | 8  | 14 | 29 | 48 | -19 |
|  | 15.  | Pesco Sannita        | 20 | 30 | 6  | 8  | 16 | 23 | 36 | -13 |
|  | 16.  | Ruggmasc Arzano (-2) | 11 | 30 | 3  | 7  | 20 | 21 | 70 | -49 |

## Girone B

### Squadre partecipanti
| Club                              | Città (provincia)           | Stadio | Stagione precedente |
| --------------------------------- | --------------------------- | ------ | ------------------- |
| Pol. Acerrana                     | Acerra (NA)                 |        |                     |
| Pol. Alba Pianura                 | Napoli                      |        |                     |
| A.C. Caprese                      | Capri (NA)                  |        |                     |
| S.S. Colombo Olimpic San Giovanni | Napoli                      |        |                     |
| A.C. Folgore Cappella             | Bacoli (NA)                 |        |                     |
| A.C. Forio                        | Forio (NA)                  |        |                     |
| U.S. Mariglianese                 | Marigliano (NA)             |        |                     |
| U.S. Nuova Vomero                 | Napoli                      |        |                     |
| A.C. Nuovo Porta Grande           | Napoli                      |        |                     |
| S.S. Portici                      | Portici (NA)                |        |                     |
| U.S. Puteolana                    | Pozzuoli (NA)               |        |                     |
| A.S.C. Saviano                    | Saviano (NA)                |        |                     |
| U.S. Scalese                      | San Giuseppe Vesuviano (NA) |        |                     |
| A.S. Secondigliano                | Napoli                      |        |                     |
| U.S. Spiezia San Vitaliano        | San Vitaliano (NA)          |        |                     |
| Sporting Secondigliano Arco       | Napoli                      |        |                     |

### Classifica finale
|  | Pos. | Squadra                      | Pt | G  | V  | N  | P  | GF | GS | DR  |
|  | ---- | ---------------------------- | -- | -- | -- | -- | -- | -- | -- | --- |
|  | 1.   | Acerrana                     | 45 | 30 | 18 | 9  | 3  | 39 | 13 | +26 |
|  | 2.   | Mariglianese                 | 42 | 30 | 16 | 10 | 4  | 58 | 26 | +32 |
|  | 3.   | Caprese                      | 40 | 30 | 14 | 12 | 4  | 39 | 19 | +20 |
|  | 4.   | Portici                      | 39 | 30 | 15 | 9  | 6  | 44 | 25 | +19 |
|  | 5.   | Saviano                      | 36 | 30 | 13 | 10 | 7  | 46 | 27 | +19 |
|  | 6.   | Patrizia Riviera             | 35 | 30 | 10 | 15 | 5  | 33 | 20 | +13 |
|  | 7.   | Forio                        | 32 | 30 | 12 | 8  | 10 | 43 | 24 | +19 |
|  | 8.   | Spiezia San Vitaliano        | 30 | 30 | 10 | 10 | 10 | 27 | 26 | +1  |
|  | 9.   | Alba Pianura                 | 30 | 30 | 10 | 10 | 10 | 34 | 43 | -9  |
|  | 10.  | Scalese                      | 28 | 30 | 10 | 8  | 12 | 42 | 36 | +6  |
|  | 11.  | Colombo Olimpic San Giovanni | 27 | 30 | 8  | 11 | 11 | 25 | 27 | -2  |
|  | 12.  | Puteolana                    | 26 | 30 | 7  | 12 | 11 | 24 | 36 | -12 |
|  | 13.  | Nuovo Porta Grande           | 24 | 30 | 8  | 8  | 14 | 21 | 37 | -16 |
|  | 14.  | Folgore Cappella             | 24 | 30 | 6  | 12 | 12 | 27 | 40 | -13 |
|  | 15.  | Secondigliano                | 15 | 30 | 2  | 11 | 17 | 18 | 58 | -40 |
|  | 16.  | Nuova Vomero (-1)            | 6  | 30 | 1  | 5  | 24 | 14 | 77 | -63 |

## Girone C

### Squadre partecipanti
| Club                       | Città (provincia)          | Stadio | Stagione precedente |
| -------------------------- | -------------------------- | ------ | ------------------- |
| U.S. Agropoli              | Agropoli (SA)              |        |                     |
| U.S. Battipagliese         | Battipaglia (SA)           |        |                     |
| Cassa Rurale               | Salerno                    |        |                     |
| U.S. Palinuro              | Centola (SA)               |        |                     |
| Pol. Pontecagnano Faiano   | Pontecagnano Faiano (SA)   |        |                     |
| S.C. Pro Poggiomarino      | Poggiomarino (NA)          |        |                     |
| G.S. Real Bellizzi         | Bellizzi (SA)              |        |                     |
| S.S. Real Gragnano         | Gragnano (NA)              |        |                     |
| A.C. Sant'Antonio Abate    | Sant'Antonio Abate (NA)    |        |                     |
| A.C. Santa Maria la Carità | Santa Maria la Carità (NA) |        |                     |
| S.S. Sarnese               | Sarno (SA)                 |        |                     |
| A.P. Scafatese             | Scafati (SA)               |        |                     |
| A.C. Sianese               | Siano (SA)                 |        |                     |
| S.S. Solofra               | Solofra (AV)               |        |                     |
| U.S. Trecase               | Trecase (NA)               |        |                     |
| S.S. Valentino Mazzola     | Ottaviano (NA)             |        |                     |

### Classifica finale
|  | Pos. | Squadra               | Pt | G  | V  | N  | P  | GF | GS | DR  |
|  | ---- | --------------------- | -- | -- | -- | -- | -- | -- | -- | --- |
|  | 1.   | Battipagliese         | 48 | 30 | 23 | 2  | 5  | 61 | 20 | +41 |
|  | 2.   | Sarnese               | 41 | 30 | 17 | 7  | 6  | 47 | 25 | +22 |
|  | 3.   | Real Gragnano         | 39 | 30 | 15 | 9  | 6  | 37 | 18 | +19 |
|  | 4.   | Santa Maria la Carità | 34 | 30 | 13 | 8  | 9  | 30 | 28 | +2  |
|  | 5.   | Solofra               | 32 | 30 | 10 | 12 | 8  | 39 | 28 | +11 |
|  | 6.   | Pontecagnano Faiano   | 31 | 30 | 9  | 13 | 8  | 36 | 20 | +16 |
|  | 7.   | Cassa Rurale          | 31 | 30 | 12 | 7  | 11 | 46 | 33 | +13 |
|  | 8.   | Valentino Mazzola     | 31 | 30 | 10 | 11 | 9  | 33 | 25 | +8  |
|  | 9.   | Scafatese (-1)        | 30 | 30 | 11 | 9  | 10 | 26 | 29 | -3  |
|  | 10.  | Real Bellizzi         | 29 | 30 | 10 | 9  | 11 | 31 | 32 | -1  |
|  | 11.  | Agropoli              | 28 | 30 | 10 | 8  | 12 | 27 | 27 | 0   |
|  | 12.  | Sianese               | 28 | 30 | 10 | 8  | 12 | 28 | 32 | -4  |
|  | 13.  | Palinuro              | 28 | 30 | 10 | 8  | 12 | 39 | 47 | -8  |
|  | 14.  | Trecase               | 20 | 30 | 5  | 10 | 15 | 13 | 34 | -21 |
|  | 15.  | Sant'Antonio Abate    | 19 | 30 | 5  | 9  | 16 | 22 | 51 | -29 |
|  | 16.  | Pro Poggiomarino      | 10 | 30 | 2  | 6  | 22 | 16 | 82 | -66 |

## Spareggi promozione
Spareggi promozione tra le prime classificate
|  | Pos. | Squadra       | Pt | G | V | N | P | GF | GS | DR |
|  | ---- | ------------- | -- | - | - | - | - | -- | -- | -- |
|  | 1.   | Acerrana      | 3  | 2 | 1 | 1 | 0 | 1  | 0  | +1 |
|  | 2.   | Rifo Sud      | 2  | 2 | 0 | 2 | 0 | 0  | 0  | 0  |
|  | 3.   | Battipagliese | 1  | 2 | 0 | 1 | 1 | 0  | 1  | -1 |

| Benevento 23 maggio 1982 | Rifo Sud | 0 – 0 | Battipagliese | Stadio Ciro Vigorito |

| Benevento 29 maggio 1982 | Acerrana | 1 – 0 | Battipagliese | Stadio Ciro Vigorito |

| Benevento 6 giugno 1982 | Acerrana | 0 – 0 | Rifo Sud | Stadio Ciro Vigorito |

### Verdetto finali
- Acerrana e Rifo Sud sono promosse al Campionato Interregionale 1982-83.